# Marosi Sándor (geográfus)
Marosi Sándor (Soltvadkert, 1929. május 16. – Szeged, 2009. július 5.) Széchenyi-díjas magyar geográfus, a Magyar Tudományos Akadémia rendes tagja. Fő kutatási területe a természetföldrajz, a geomorfológia, a komplex tájföldrajz és a tájökológia. 1973 és 1993 között az MTA Földrajztudományi Kutatóintézet igazgatóhelyettese.

## Életpályája
1947-ben érettségizett, majd felvették a Pázmány Péter Tudományegyetem földrajz–történelem szakára. 1950-ben az egyetemet átnevezték Eötvös Loránd Tudományegyetemre, itt szerzett tanári diplomát 1951-ben. Diplomájának megszerzése után az
MTA Földrajztudományi Kutatóintézete tudományos segédmunkatársa lett. Később munkatársi, majd főmunkatársi beosztásban dolgozott. Eközben 1963 és 1973 között az intézet tudományos titkára is volt, majd annak tudományos igazgatóhelyettese lett. 1980-ban tudományos tanácsadóvá léptették elő. Igazgatóhelyettesi tisztségét 1993-ig viselte. 1995-ben kutatóprofesszori megbízást kapott, majd 2002-ben nyugdíjba vonult.
1952-ben a Földrajzi Értesítő című szakfolyóirat alapító szerkesztője lett. 1973-ban a lap főszerkesztőjévé nevezték ki, pozícióját 2002-ig viselte, amikor a folyóirat tiszteletbeli szerkesztője lett. Emellett 1964-től a Földrajzi tanulmányok című kiadványsorozat, 1967-től a Magyarország tájföldrajza című monográfiasorozat szerkesztője volt. 1981-től a Földrajzi Közlemények, 1984-től a Magyarország Nemzeti Atlasza, valamint 1964-től a Studies in Geography in Hungary folyóiratok szerkesztőbizottságának tagja volt.
1979-ben a Nemzetközi Földrajzi Unió tájszintézis munkacsoportjának levelező tagja és 1987-ben a Tudományos Ismeretterjesztő Társulat országos földtudományi választmányának alelnökévé választották (utóbbi tisztségre hároméves mandátumra). 1989-ben az ELTE címzetes egyetemi tanári címet adományozott Marosinak. Ugyanebben az évben a Magyar Földrajzi Társaság tiszteletbeli tagja lett. 1993-ban a társaság elnökévé választották. Tisztségét 2003-ig töltötte be, majd két évvel később tiszteletbeli elnök lett.
1965-ben védte meg a földrajztudományok kandidátusi, 1980-ban akadémiai doktori értekezését. 1966-ban került az MTA Földrajztudományi Bizottságába, melynek életében titkára, alelnöke és elnöke is volt. Ezen kívül a Szociális Bizottság, az Akadémiai Kutatóhelyek Tanácsa és a Tudományetikai Bizottság tagjaként is dolgozott. 1995-ben megválasztották a Magyar Tudományos Akadémia levelező, majd 2001-ben annak rendes tagjává.
Kutatási területei a természetföldrajz, a geomorfológia, a negyedkorkutatás, a lösz- és homokgenetika morfológiája, később a komplex tájföldrajz, tájökológia, a mikroklimatológia és az agroökológia voltak. Több mint kétszáz tudományos értekezés szerzője volt.

## Családja
1952-ben vette el Bakula Máriát. Házasságukból egy fiúgyermek született, ifj. Marosi Sándor. 1999-ben megözvegyült.

## Díjai, elismerései
- Lóczy Lajos-emlékérem (1982)
- Széchenyi-díj (megosztva, 1990) – A tudományos szempontból is igen nagy jelentőségű Magyarország Nemzeti Atlasza létrehozásáért. Megosztott díj Bassa Lászlóval, Beluszky Pállal, Berényi Istvánnal, Borai Ákossal, Keresztesi Zoltánnal, Papp-Váry Árpáddal, Pécsi Mártonnal és Szőke-Tasi Sándorral.
- Akadémiai Díj (1991)

## Főbb publikációi
- Belső-Somogy kialakulása és felszínalaktana (1970)
- Tájkutatási irányzatok, tájértékelés, tájtipológiai eredmények különböző nagyságú és adottságú hazai típusterületeken (1980)

Társszerzőként:
- Budapest természeti képe (1958)
- A Mezőföld természeti földrajza (1959)
- Budapest természeti földrajza (1959)
- Applied Geography in Hungary (1964)
- A dunai Alföld (1967)
- Applied Geographical Research in the Geographical Research Institute of Sciences (1979)
- A Dunántúli-dombság (1980)
- A Balaton-kutatás újabb eredményei III. (1984)
- Environmental and Dynamic Geomorphology. Case Studies in Hungary (1985)
- Szántódpuszta és környéke természetföldrajza (1986)
- A Dunántúli-középhegység (1988)
- Magyarország Nemzeti Atlasza (1989)
- Magyarország kistájainak katasztere I–II. (1990)
- A természeti erőforrások földrajzi értelmezése és értékelése. Rétvári László doktori értekezése 1988. június 8-án megrendezett nyilvános vitájának krónikája; összeáll. Rétvári László, szerk. Marosi Sándor; MTA FKI, Bp., 1990 (Elmélet, módszer, gyakorlat)
- A Paksi Atomerőmű földrengésbiztonsága; szerk. Marosi Sándor, Meskó Attila; Akadémiai, Bp., 1997
- Seismic Safety of the Paks Nuclear Power Plant (1997)
- Földrajzi tájkutatások összetettsége és alkalmazhatósága; MTA, Bp., 1999 (Székfoglalók a Magyar Tudományos Akadémián)
- Az MTA Földrajztudományi Kutatóintézetének 50 éve; MTA Földrajztudományi Kutatóintézet, Bp., 2001
- Lóczy Lajos emlékkötet. A Lóczy Lajos születésének 150. évfordulójára rendezett akadémiai emlékülés előadásai; szerk. Marosi Sándor; MTA FKK Földrajztudományi Kutatóintézet–MTA Társadalomkutató Központ, Bp., 2002
- Geomorfológia, geoökológia, tájelemzés; MTA, Bp., 2013 (Székfoglalók a Magyar Tudományos Akadémián)